# Mike Dash
Mike Dash es un escritor, historiador e investigador británico de origen galés. Es más conocido por sus libros y artículos que tratan sobre episodios dramáticos de la historia. 

## Biografía
Dash nació en Londres. Asistió a Peterhouse, un colegio de la Universidad de Cambridge particularmente notable por enseñar historia, y completó estudios de posgrado en el King's College de Londres, donde obtuvo un Ph.D.
Dash es autor de una serie de libros que cubren los incidentes en la historia de la Compañía Neerlandesa de las Indias Orientales, los Países Bajos, la India bajo dominio británico, y el estado de Nueva York durante la era progresista. Cada libro se centra en un solo evento o serie de eventos, entre ellos el hundimiento del buque de las indias orientales Batavia, la neerlandesa tulipomanía de 1634–1637, y los primeros años de la Mafia estadounidense. Mas recientemente, se hizo conocido como el autor del blog histórico, "Past Imperfect", escrito por el Instituto Smithsoniano. Él empezó a escribir para el Smithsoniano en julio del 2011 cuando la institución abrió su sitio de historia, A Blast from the Past, poco después la History News Network lo premió con el premio Cliopatria 2010 al mejor blog de historia. Además de bloguear, Dash contribuye regularmente con r/AskHistorians, y desde enero del 2019 ha republicado material escrito para AskHistorians en su blog personal "Ask Mike" . El último libro de Dash, The First Family, es una nueva historia de Giuseppe Morello y el establecimiento de la Mafia en los Estados Unidos.